# Op reis met Charley
Op reis met Charley (Engels: Travels with Charley: In Search of America) is een reisverhaal uit 1962 van de Amerikaanse schrijver John Steinbeck.

## Inhoud
Steinbeck beschrijft zijn reiservaringen die hij opdeed toen hij op bijna zestigjarige leeftijd in zijn camper "Rocinante" (genoemd naar het paard van Don Quichote) 15.000 kilometer door de Verenigde Staten van Amerika reisde. Hij werd vergezeld door zijn poedel van Franse komaf, Charley. Hoewel zijn echtgenote hem volgens het boek alleen in Chicago en Texas bezocht zou hebben, zou zij hem in werkelijkheid voor een groot deel van zijn reis hebben vergezeld.
Onderweg ontmoet hij vele personen en geeft en passant een beeld van het Amerika uit de vijftiger en zestiger jaren. De onstuimige groei, de winkelcentra, de betekenis van "Main Street" etc. Filosofische beschouwingen en rake typeringen kenmerken dit boek. Teruggekomen in zijn geboortestaat Californië meent hij de Amerikaanse identiteit gevonden te hebben.